# Otgiva van Luxemburg
Otgiva van Luxemburg (ca. 986 - 21 februari 1030) was als eerste echtgenote van graaf Boudewijn IV van Vlaanderen door haar huwelijk gravin van Vlaanderen.

## Afkomst

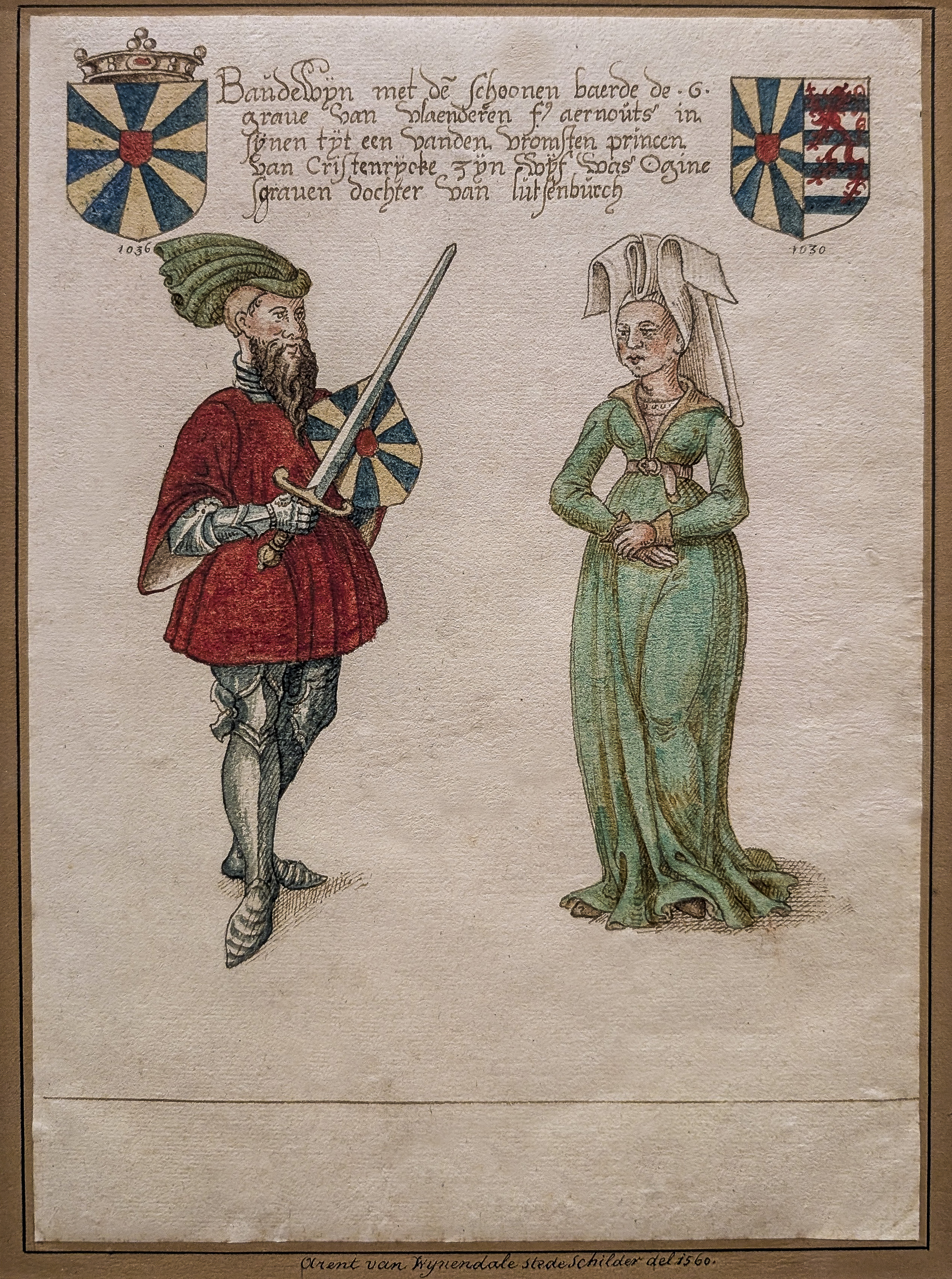
Boudewijn IV van Vlaanderen en Otgiva van Luxemburg van Arent van Wijnendale

Zij was een dochter van graaf Frederik van Luxemburg, graaf in de Moezelgouw, en van Irmentrude van de Wetterau (stammoeder van de graven van Gleiberg), een dochter van graaf Herbert van de Wetterau. Via haar vaders lijn was zij een nicht van keizerin Cunegonde van Luxemburg. Haar zuster Irmentrude was met Welf II van Altdorf uit het huis der Welfen getrouwd.

## Huwelijk en nakomelingen
Otgiva van Luxemburg werd in 1012 de eerste echtgenote van graaf Boudewijn IV van Vlaanderen, de enige zoon van Arnulf II van Vlaanderen en Suzanna van Italië. Zij werd de moeder van:
1. Boudewijn V van Vlaanderen
2. Ermengarde, gehuwd met Adalbert, graaf van Gent.

Waarschijnlijk is zij ook de moeder van een onbekende dochter, die later trouwde met Hendrik I van Leuven.

## Voorouders
| Voorouders van Otgiva van Luxemburg | Voorouders van Otgiva van Luxemburg                                           | Voorouders van Otgiva van Luxemburg                                           | Voorouders van Otgiva van Luxemburg                                           | Voorouders van Otgiva van Luxemburg                                           | Voorouders van Otgiva van Luxemburg                                           | Voorouders van Otgiva van Luxemburg                                           | Voorouders van Otgiva van Luxemburg                                           | Voorouders van Otgiva van Luxemburg                                           |
| ----------------------------------- | ----------------------------------------------------------------------------- | ----------------------------------------------------------------------------- | ----------------------------------------------------------------------------- | ----------------------------------------------------------------------------- | ----------------------------------------------------------------------------- | ----------------------------------------------------------------------------- | ----------------------------------------------------------------------------- | ----------------------------------------------------------------------------- |
| Overgrootouders                     | Wigerik (886-919) ∞ Kunigunde (890-940)                                       | Wigerik (886-919) ∞ Kunigunde (890-940)                                       | ? (-) ∞ ? (-)                                                                 | ? (-) ∞ ? (-)                                                                 | Udo van de Wetterau (895-949) ∞ Cunigonde van Vermandois (–)                  | Udo van de Wetterau (895-949) ∞ Cunigonde van Vermandois (–)                  | Megingoz (920-1001) ∞ Gerberga van Gulik (925-995)                            | Megingoz (920-1001) ∞ Gerberga van Gulik (925-995)                            |
| Grootouders                         | Siegfried van Luxemburg (922-998) ∞ Hedwig van Nordgau (937-993)              | Siegfried van Luxemburg (922-998) ∞ Hedwig van Nordgau (937-993)              | Siegfried van Luxemburg (922-998) ∞ Hedwig van Nordgau (937-993)              | Siegfried van Luxemburg (922-998) ∞ Hedwig van Nordgau (937-993)              | Herbert van de Wetterau (930-992) ∞ Irmtrud von Avalgau (957–1020)            | Herbert van de Wetterau (930-992) ∞ Irmtrud von Avalgau (957–1020)            | Herbert van de Wetterau (930-992) ∞ Irmtrud von Avalgau (957–1020)            | Herbert van de Wetterau (930-992) ∞ Irmtrud von Avalgau (957–1020)            |
| Ouders                              | Frederik van Luxemburg (965-1019) ∞ 995 Irmentrude van de Wetterau (982-1015) | Frederik van Luxemburg (965-1019) ∞ 995 Irmentrude van de Wetterau (982-1015) | Frederik van Luxemburg (965-1019) ∞ 995 Irmentrude van de Wetterau (982-1015) | Frederik van Luxemburg (965-1019) ∞ 995 Irmentrude van de Wetterau (982-1015) | Frederik van Luxemburg (965-1019) ∞ 995 Irmentrude van de Wetterau (982-1015) | Frederik van Luxemburg (965-1019) ∞ 995 Irmentrude van de Wetterau (982-1015) | Frederik van Luxemburg (965-1019) ∞ 995 Irmentrude van de Wetterau (982-1015) | Frederik van Luxemburg (965-1019) ∞ 995 Irmentrude van de Wetterau (982-1015) |
| Otgiva van Luxemburg (986-1030)     |                                                                               |                                                                               |                                                                               |                                                                               |                                                                               |                                                                               |                                                                               |                                                                               |